# FWD Model B
Il Model B è stato un camion medio a quattro ruote motrici che fu sviluppato dalla Four Wheel Drive Auto Company e costruito nello stabilimento di Clintonville in Wisconsin dal 1912 al 1919 in circa 16.000 esemplari.

## Storia
La Four Wheel Drive Auto Company presentò il Model B nel 1912 e inizialmente le vendite furono limitate con solo 18 esemplari prodotti nel 1913.
La prima guerra mondiale cambiò la situazione radicalmente: nel 1915 l'Esercito Britannico fu il primo acquirente del Model B ordinandone 50 da consegnarsi in soli 40 giorni. A questi seguirono, nel corso della guerra, quasi 3.000 ulteriori esemplari destinati ai britannici. 
Nel 1916 giunsero i primi ordini da parte dell'Esercito degli Stati Uniti per un totale di 30.000 di cui ne furono consegnati solamente 12.498 prima dell'armistizio del 1918. 
Di questi, 9.420 furono inviati in Francia con il Corpo di spedizione americano. 
Per fare fronte alla domanda la FWD coinvolse nella produzione le aziende Peerless Motor Company, Kissel Motor Car Company, Premier Motor Corporation e Mitchell Motor Car Company.
Dopo la guerra il governo degli Stati Uniti distribuì i veicoli rimasti in eccedenza alle amministrazioni locali e anche ai privati dove si dimostrarono preziosi nel settore delle costruzioni e della manutenzione.

## Caratteristiche
Il Model B era dotato di un motore a benzina della Wisconsin Motor Manufacturing Company a 4 cilindri in linea con una cilindrata di 6,37 litri che erogava una potenza circa di 36 Cv (27 kW) a 1.800 giri, il cambio era a 3 velocità con differenziale ed era a trazione integrale permanente. Grazie alla possibilità di bloccare il differenziale centrale, la mobilità era garantita anche in caso di guasto o rottura di uno degli assi, con la sola trazione anteriore o posteriore.
La velocità massima non superava le 15 miglia orarie (24 km/ora) e la portata era di 11.000 libbre (5.000 Kg) su strada e 6.600 lb (3.000 Kg) in fuori strada.
I cerchi ruota erano a raggi e le gomme piene, i freni erano a tamburo sulle quattro ruote con comando meccanico.
Sebbene in generale il veicolo si fosse rivelato meccanicamente affidabile il Model B, a causa del rapporto tra la carreggiata ridotta e l'altezza elevata con conseguente baricentro alto, ebbe sempre una marcata tendenza al rovesciamento, specialmente su strade non asfaltate e ricche di buche.

## Galleria d'immagini

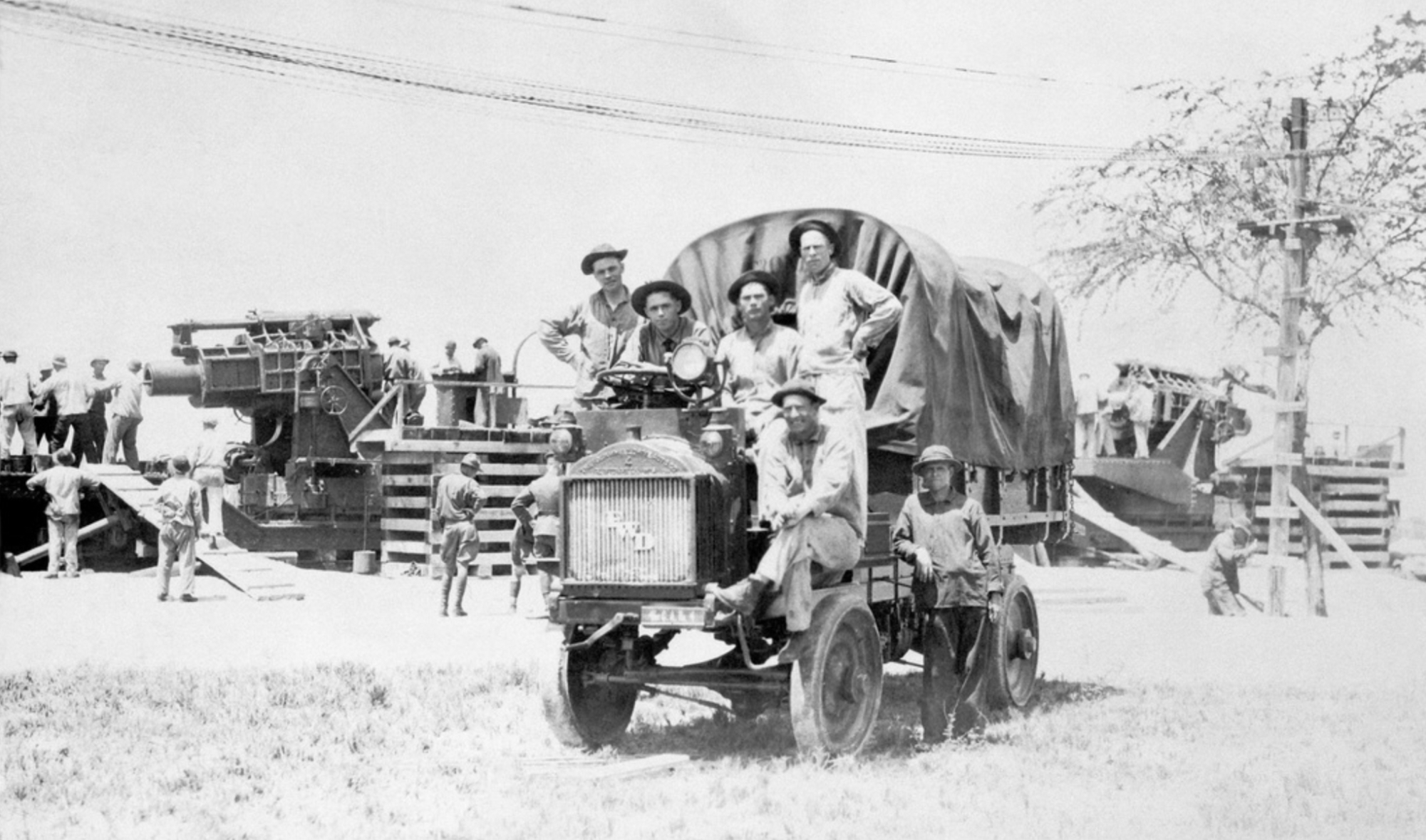
Soldati statunitensi in posa su di un FWD Model ‘B’
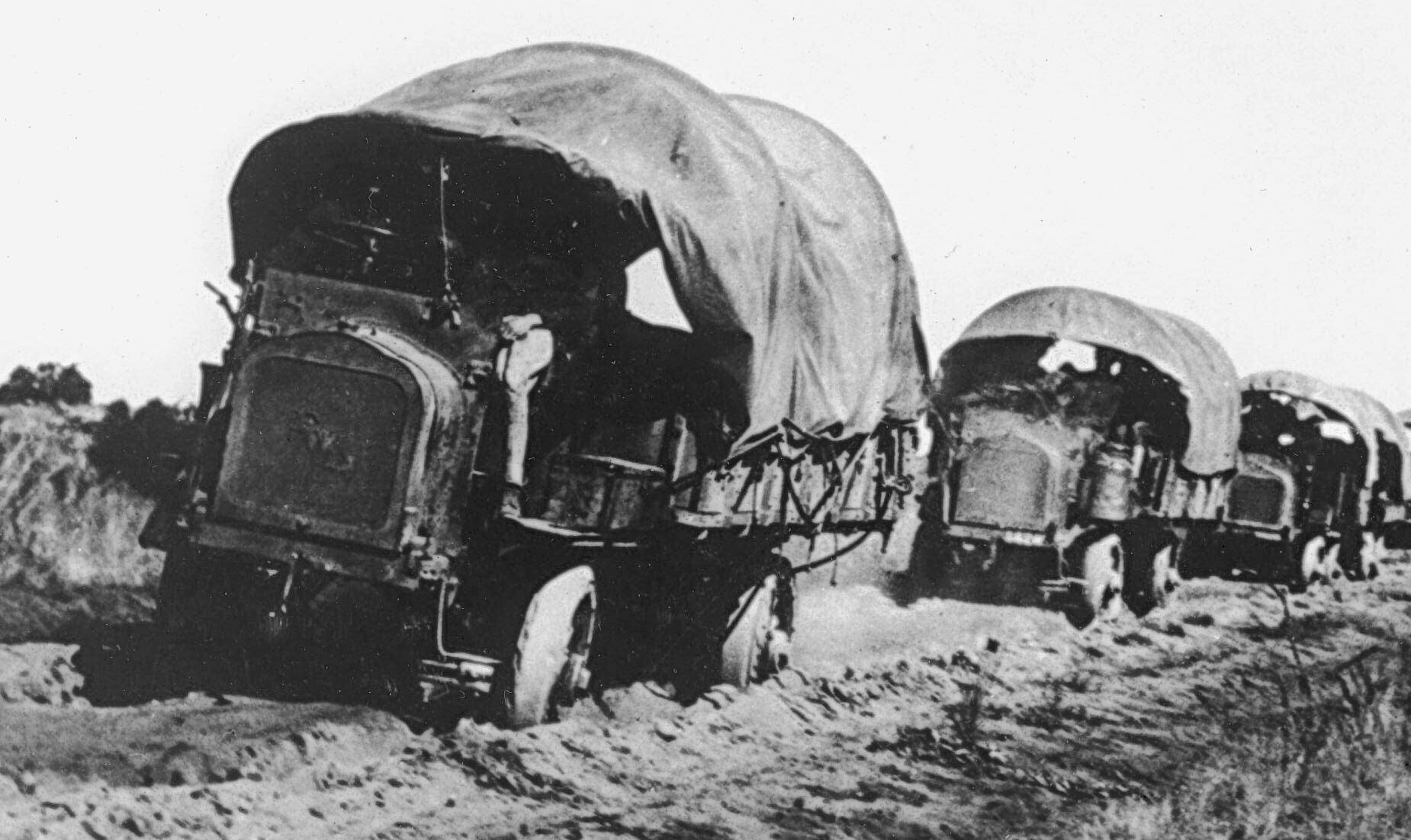
Un convoglio di FWD Model ‘B’ in Messico, circa 1916
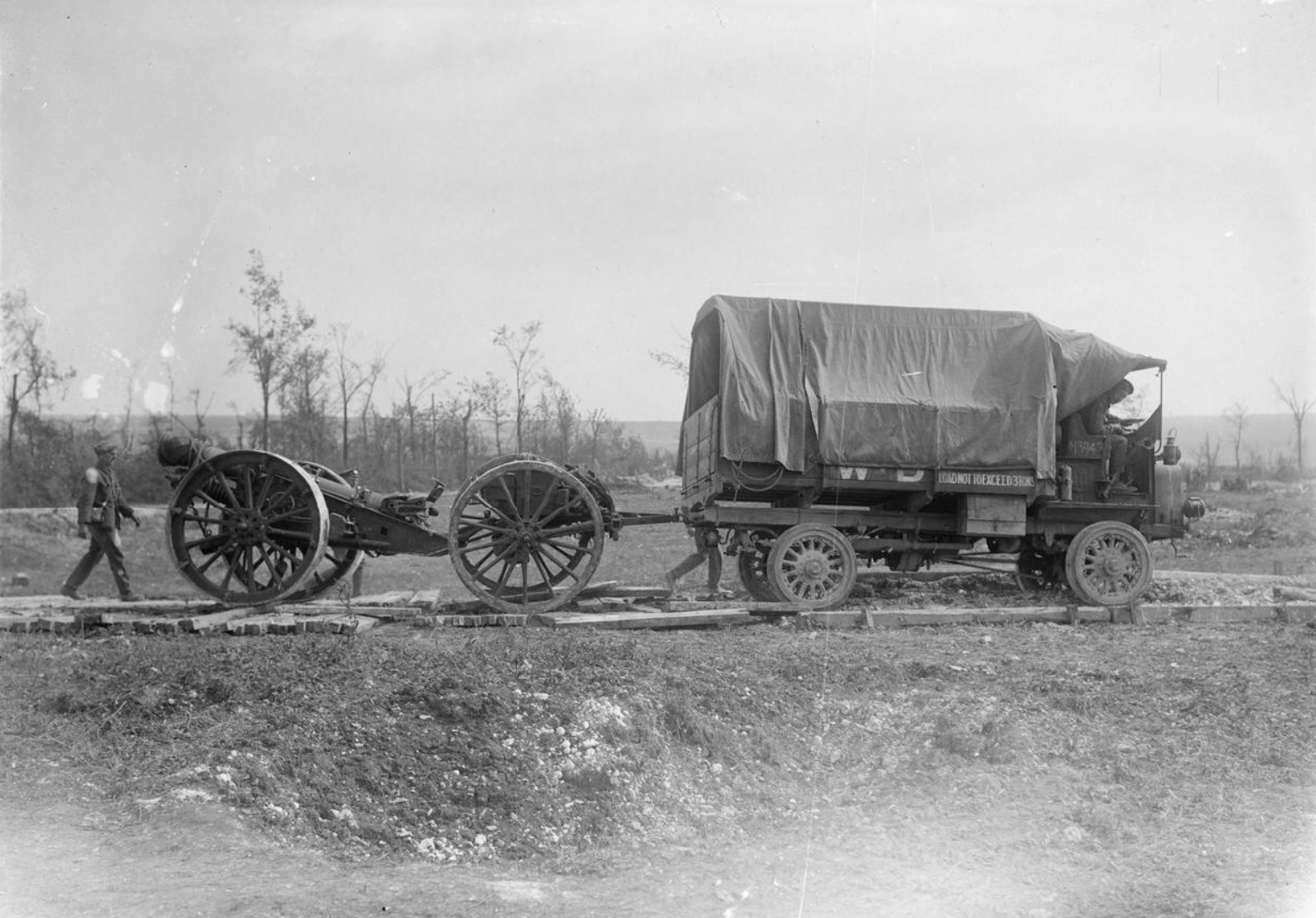
Un FWD Model ‘B’ britannico che traina un pezzo di artiglieria nei pressi di Mametz, in Francia, luglio 1916
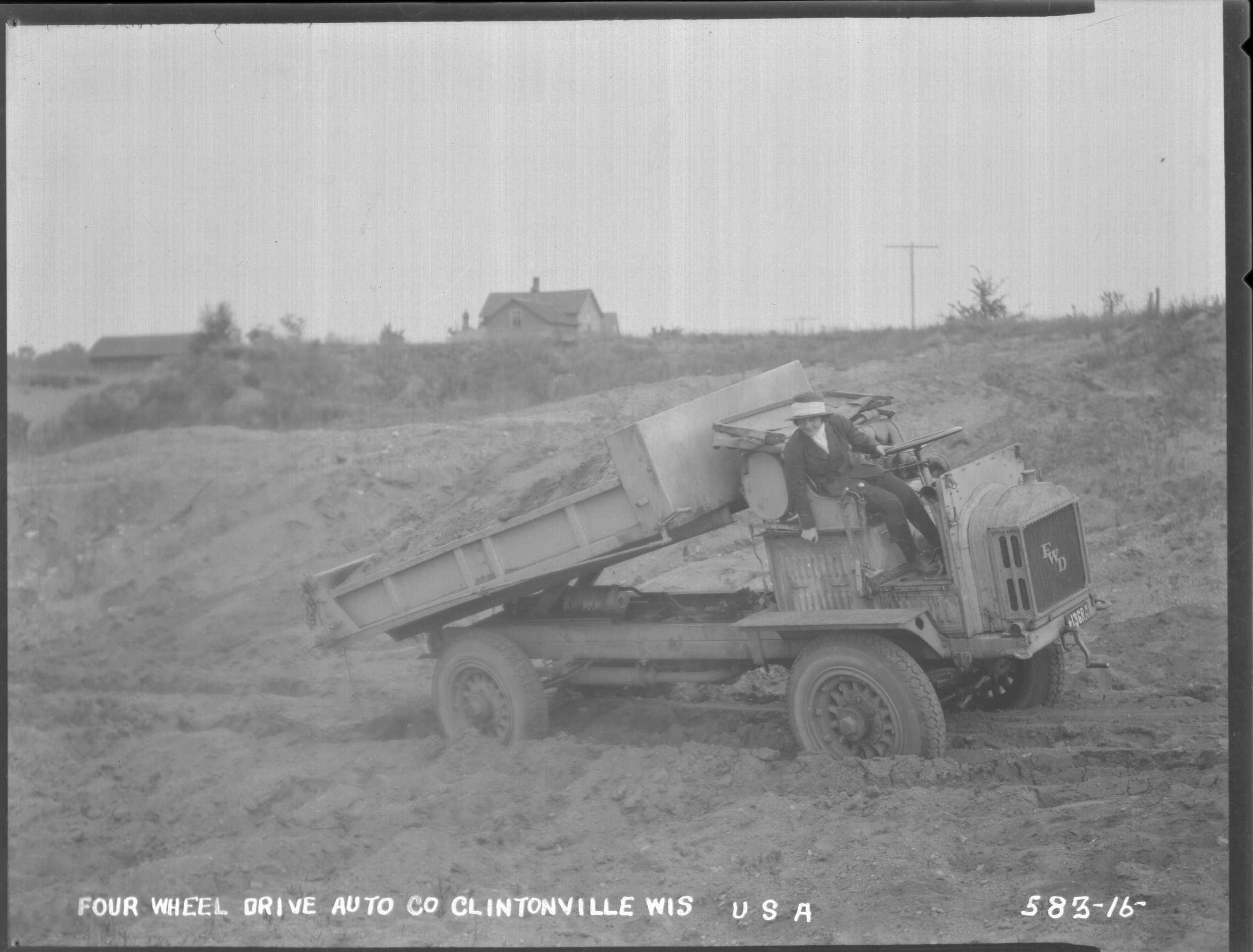
Un FWD Model ‘B’ equipaggiato di ruote con pneumatici mentre scarica sabbia con alla guida Luella Bates, la prima donna ad aver conseguito la patente di guida per autocarri negli Stati Uniti.
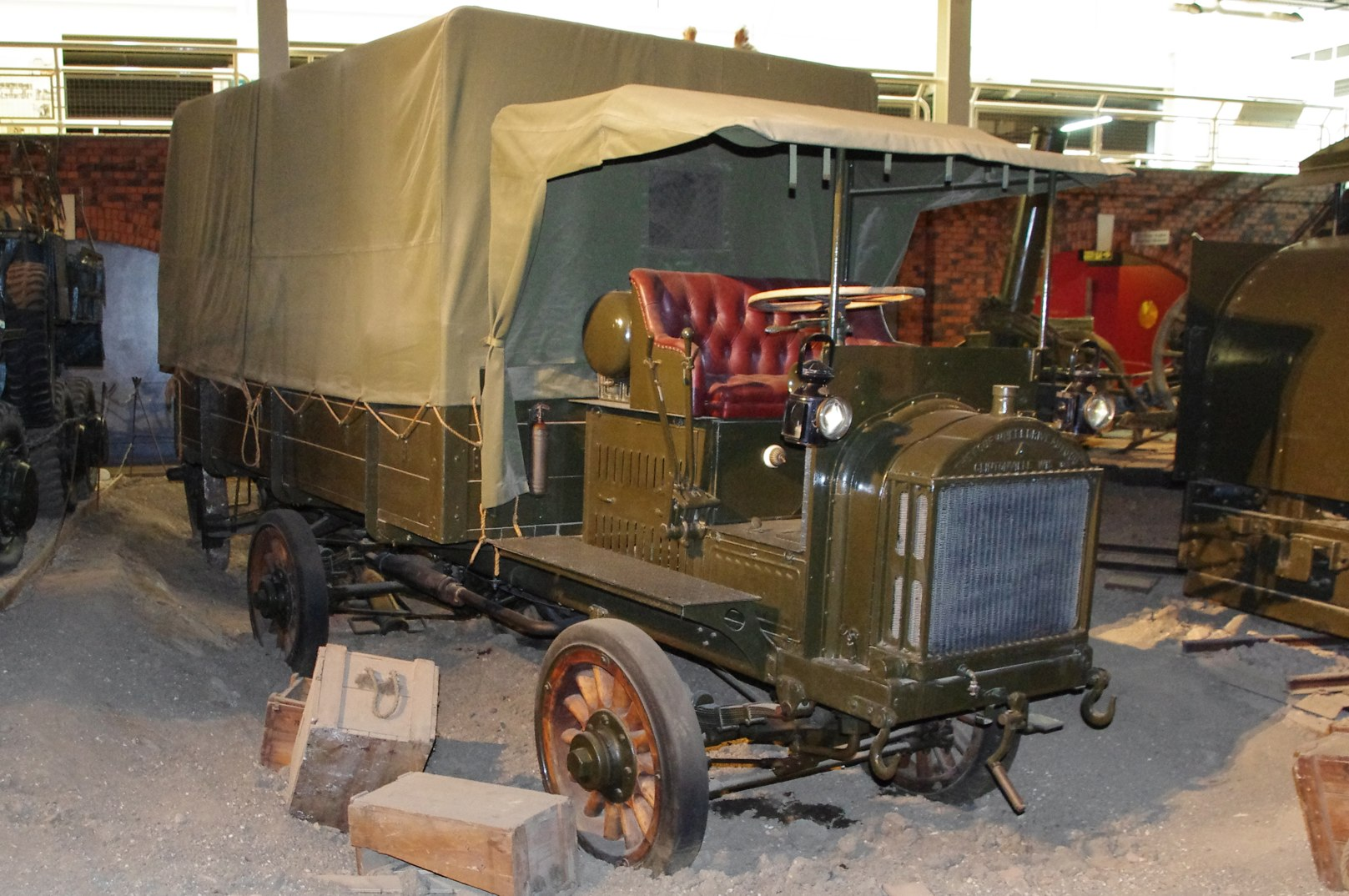
Un FWD Model ‘B’ 4x4 all'Imperial War Museum di Duxford